# معجزه در سلول شماره ۷
معجزه در سلول شماره ۷ (انگلیسی: Miracle in Cell No. 7؛ کره‌ای: 7번방의 선물، ترجمه. «یک هدیه از اتاق ۷») یک فیلم کمدی-درام محصول کره جنوبی در سال ۲۰۱۳ با بازی ریو سونگ ریونگ، کال سو-وون و پارک شین هه است.
این فیلم در مورد یک مرد معلول ذهنی است که به جرم قتل به ناحق زندانی شده است و با جنایتکاران اصلاح ناپذیر در سلول خود دوستی ایجاد می‌کند که با قاچاق دخترش به زندان به او کمک می کنند تا دوباره دخترش را ببیند.
این فیلم بر اساس داستان زندگی واقعی یک مرد ساخته شده است که به علت قتل و تجاوز به یک دختر ۹ ساله در ۲۷ سپتامبر ۱۹۷۲ در چونچون تحت شکنجه، به جرم خود اعتراف کرد، قبل از اینکه در نهایت در نوامبر ۲۰۰۸ تبرئه شود.
عنوان کاری اولیه این فیلم  ۲۳ دسامبر (به کره‌ای: 12월 23일) بود.

## بازیگران
- ریو سونگ ریونگ در نقش لی یونگ-گو
- کال سو-وون در نقش یه-سونگ (کودکی)
- پارک شین هه در نقش یه-سونگ (بزرگسالی)
- او دال-سو در نقش سو یانگ-هو
- جونگ جین-یونگ در نقش جانگ مین-هوان
- پارک وون-سانگ در نقش چوی چون-هو
- کیم جونگ-ته در نقش کانگ مان-بوم
- جونگ مان-شیک در نقش شین بونگ-شیک
- کیم کی-چون در نقش پیرمرد دا-دو

## بازسازی
- این فیلم در هند در سال ۲۰۱۷ با عنوان پوشپاکا ویمانا در یک فیلم کانارایی اقتباس شد.[۱۰]

- همچنین در سال ۲۰۱۹ در ترکیه با عنوان معجزه در سلول شماره ۷ با بازی آراس بولوت اینملی در نقش اصلی اقتباس شد.

- این فیلم در فیلیپین نیز با همین عنوان در سال ۲۰۱۹ اقتباس شد و آگا موهلاچ و بلا پادیلا در آن بازی میکنند.[۱۱][۱۲][۱۳]

- در سال ۲۰۲۰، اندونزی آن را نیز با با همین عنوان اقتباس کرد.